# NGC 6806
NGC 6806 é uma galáxia espiral barrada (SBc) localizada na direcção da constelação de Sagittarius. Possui uma declinação de -42° 17' 45" e uma ascensão recta de 19 horas, 37 minutos e 04,8 segundos.
A galáxia NGC 6806 foi descoberta em 5 de Setembro de 1834 por John Herschel.